# Stenotaphrum secundatum
Stenotaphrum secundatum, llamada comúnmente pasto de San Agustín, es un césped popular en jardines de regiones tropicales y subtropicales. Con él se obtiene una superficie realmente ornamental cuando se logra mantener una buena cobertura. Densidad media, textura gruesa, color verde medio, apto para localizaciones de media sombra.
Actualmente se encuentra muy diseminado por el mundo, llevado por el hombre, ya que, además de sus características de apariencia y su tolerancia a la sequía, también es tolerante al tráfico (pisoteo).
Se conoce también como: gramón, lastón, gramillón, grama catalana, grama americana, hierba de San Agustín, cañamazo, grama dulce, pasto colchón, pasto de San Agustín, pelope, zacate San Agustín, pasto tapete, pasto Cuernavaca y chépica mexicana.

## Descripción
Es una planta perenne estolonífera con tallos procumbentes de 5 - 30 cm. Tiene hojas lisas, sin pelos y angostas, de coloración verde oscura. Da una espiga de 4 a 15 cm de longitud.

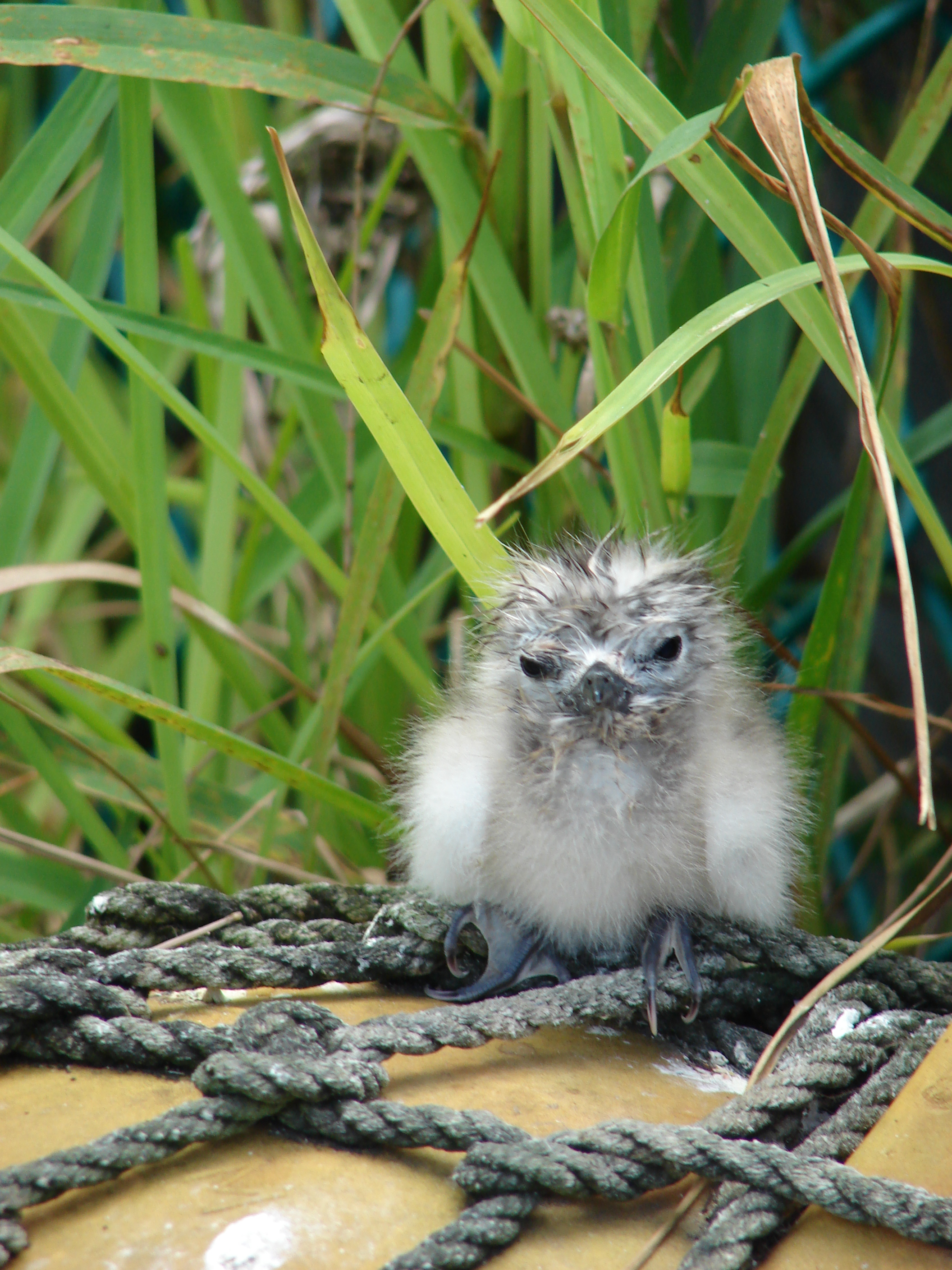
Un polluelo de charran blanco muy cerca del zacate San Agustín.

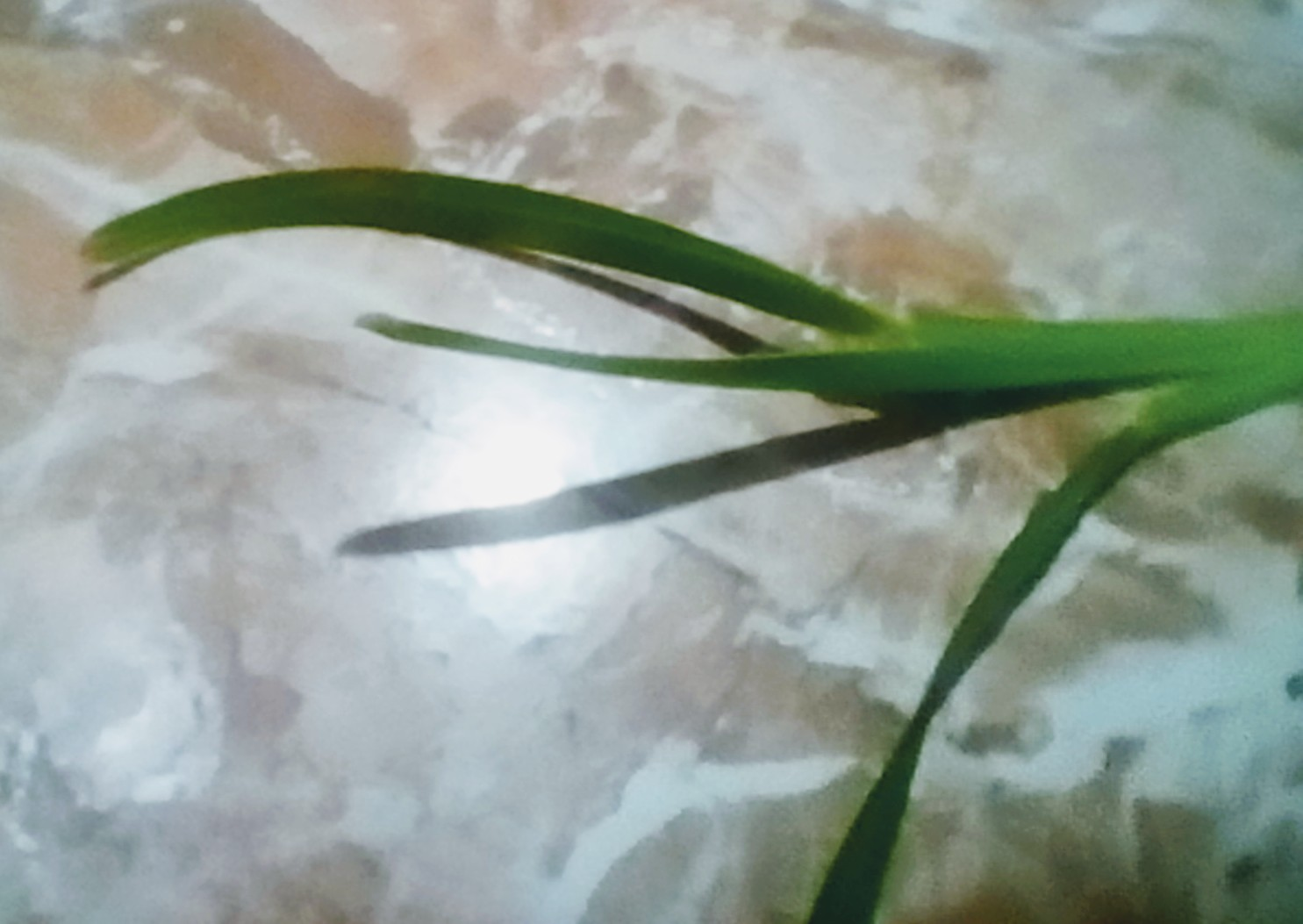
Un pedazo de zacate San Agustín en Nahulingo, Sonsonate, El Salvador.

Tolera pleno sol y no sombra y se considera una de las especies más tolerantes a la sombra. Se le encuentra en la naturaleza en suelos calcáreos o silicosos cerca de la costa; cultivada se da bien en una gran variedad de suelos, desde arcillosos hasta ligeramente arenosos. Prospera en suelos de poco a muy fértiles, con pH de 5 a 8,5 y también en suelos con salinidad de hasta 15 dS/cm. También tolera salinidad traída por la brisa del mar.
En cuanto a temperatura, no tolera las heladas ni el frío. Por debajo de los 10 °C deja de crecer y se torna marrón. Se da mejor entre los 20 y 30 °C.
Aunque es tolerante a sequía moderada, prefiere los sitios húmedos, y su hábitat natural está en regiones húmedas tropicales.

## Distribución
Esta especie es nativa en varios países de la costa atlántica, parte central y costa este de África, algunos estados del sureste de México, algunas partes de Estados Unidos, Centroamérica y Sudamérica. países del sureste asiático, islas del Pacífico y Australia. En los lugares en que es nativo suele encontrársele en las costas o en las cercanías de vasos de agua, como lagunas y lagos.

## Usos
Ampliamente usado como césped, también se le utiliza para pastoreo y para preservar el suelo alrededor de árboles. Debido a su resistencia a la salinidad también se usa en sitios donde otros pastos no crecerían. Es también habitualmente usado como césped en las canchas de fútbol.

## Peligros ambientales
La especie está calificada como altamente invasora en numerosos países del mundo, carácter directamente derivado de su resistencia y su alta capacidad de proliferación vegetativa mediante estolones.

## Taxonomía
Esta especie fue descrita inicialmente como Ischaemum secundatum por Thomas Walter en Flora Caroliniana, secundum . . . 249. en 1788, hoy en día es tanto un sinónimo como un basónimo. Finalmente, sería descrita como Stenotaphrum secundatum por Carl Ernst Otto Kuntze y publicado en Revisio Generum Plantarum 2: 794. en 1891.